# Radostice (Kamenný Újezd)
Radostice jsou malá vesnice, část obce Kamenný Újezd v okrese České Budějovice v Jihočeském kraji. Nachází se asi 4,5 kilometru jihozápadně od Kamenného Újezda. Radostice leží v katastrálním území Opalice o výměře 3,01 km² mezi rybníky Pekařů a Krátků.

## Historie
První písemná zmínka o vesnici pochází z roku 1395.

## Obyvatelstvo
| Rok            | 1869 | 1880 | 1890 | 1900 | 1910 | 1921 | 1930 | 1950 | 1961 | 1970 | 1980 | 1991 | 2001 | 2011 | 2021 |
| -------------- | ---- | ---- | ---- | ---- | ---- | ---- | ---- | ---- | ---- | ---- | ---- | ---- | ---- | ---- | ---- |
| Počet obyvatel | 56   | 53   | 67   | 64   | 58   | 54   | 49   | 33   | 30   | 23   | 18   | 13   | 8    | 12   | 43   |
| Počet domů     | 7    | 8    | 9    | 10   | 11   | 11   | 11   | 10   | 10   | 6    | 7    | 9    | 12   | 15   | 19   |

## Obecní správa
Při sčítání lidu v letech 1850–1975 Radostice byly osadou obce Opalice, se kterým patřily nejprve do okresu Český Krumlov (v letech 1850–1910 Krumlov), ale v roce 1950 v okrese České Budějovice-okolí a od roku 1960 v okrese České Budějovice. Od 1. ledna 1976 jsou částí obce Kamenný Újezd v okrese České Budějovice.

## Pamětihodnosti
- Usedlosti čp. 1 a 12